# El Barranco de los Lobos
El Barranco de los Lobos es una barriada que pertenece al término municipal de Sorbas, provincia de Almería, comunidad autónoma de Andalucía, en España.
Es una barriada creada a partir de un caserío que fue repartido entre los hermanos de una familia, quedando así, la barriada completamente en familia.

## Población
La población va disminuyendo con el paso de los años, actualmente hay 15 habitantes de forma fija en la barriada, aunque esta cantidad suele aumentar los meses de verano y de invierno, pudiendo llegar a las 50 personas.
La población estable supera los 60 años de edad, y la población esporádica, que suele ir los fines de semana o las vacaciones de verano, los hijos y nietos de las personas establecidas allí, varía desde los 16 a los 50 años.

## Patrimonio
Para tratrse de una pueblo pequeño, el patrimonio que encontramos, es relativamente grande:
- la Ermita de San Judas Tadeo y la plaza de los Tadeos: se encuentra a la entrada del pueblo y se sitúa en la antigua era común.

- "Mirador de Tía Carmen" en la calle principal: situado en la calle principal, resguarda del sol en verano, del frío en invierno y da unas vistas muy buenas del barranco.

- "horno del barranco": hecho en el 2001, antes de la construcción de la ermina, es donde se realizan las reuniones menores de los miembros de la barriada.

- la plaza común: situado en la mayor parte común del pueblo, se usa actualmente como aparcamiento.

- la vieja escuela: cuyo terreno fue donado por Miguel García Herrera, se halla en el otro extremo del pueblo

## Festividades
En los años 2002, 2003 y 2004 se celebraron las fiestas de la barriada, llegando a juntar a más de 200 personas, pero en los últimos años, por motivos familiares, se han ido suspendiendo estas celebraciones, y simplemente se realiza una misa en honor a San Judas Tadeo, patrón de los desamparados.
Se suele elegir entre los miembros de la barriada a la miss y a las dmas de honor, siendo en el último año, las 3 más jóvenes..
- Datos: Q5719995